# 라디오 시사고전
라디오 시사고전은 KBS 1라디오에서 2008년 4월 21일부터 2018년 5월 26일까지 10년간 방송했던 라디오 프로그램이다.
진행자는 서진영 박사(CEO서평 발행인)이다.

## 방송 시간
월~토요일은 아침 7시 55분부터 아침 7시 58분까지, 오후 4시 55분부터 오후 4시 58분까지, 일요일은 밤 12시 55분부터 밤 12시 58분까지이다.